# Palacio Salviati
El palacio Salviati es un edificio histórico italiano situado frente al Gran Canal de Venecia, en el sestiere o barrio de Dorsoduro, entre el palacio Barbaro Wolkoff y el palacio Orio Semitecolo Benzon.

## Historia
El edificio se construyó en el siglo XX, entre los años 1903 y 1906, a partir de un proyecto de  Giacomo Dell'Olivo, por encargo de los propietarios de la fábrica de vídrios Salviati, fundada en 1859 por Antonio Salviati, donde se establecieron los hornos y la tienda. En 1924, el edificio se reestructuró, añadiendo una altura más y colocando un enorme mosaico publicitario en el centro de la fachada principal.